# ناحیه آنابار
ناحیه آنابار (به لاتین: Anabarsky District) یک ناحیه (شهرستان) در روسیه است که در یاقوتستان واقع شده‌است.